# Ligne de Turin à Savone
Vous pouvez aider à l'améliorer ou bien discuter des problèmes sur sa page de discussion.
- Son texte doit être wikifié : il ne correspond pas à la mise en forme Wikipédia (style, typographie, liens internes, liens entre les wikis, etc.). (Marqué depuis janvier 2025)
- Il n’est pas rédigé dans un style encyclopédique. (Marqué depuis janvier 2025)
- Il doit être recyclé. La réorganisation et la clarification du contenu sont nécessaires. (Marqué depuis janvier 2025)
- Il a besoin d'un nouveau plan. (Marqué depuis janvier 2025)

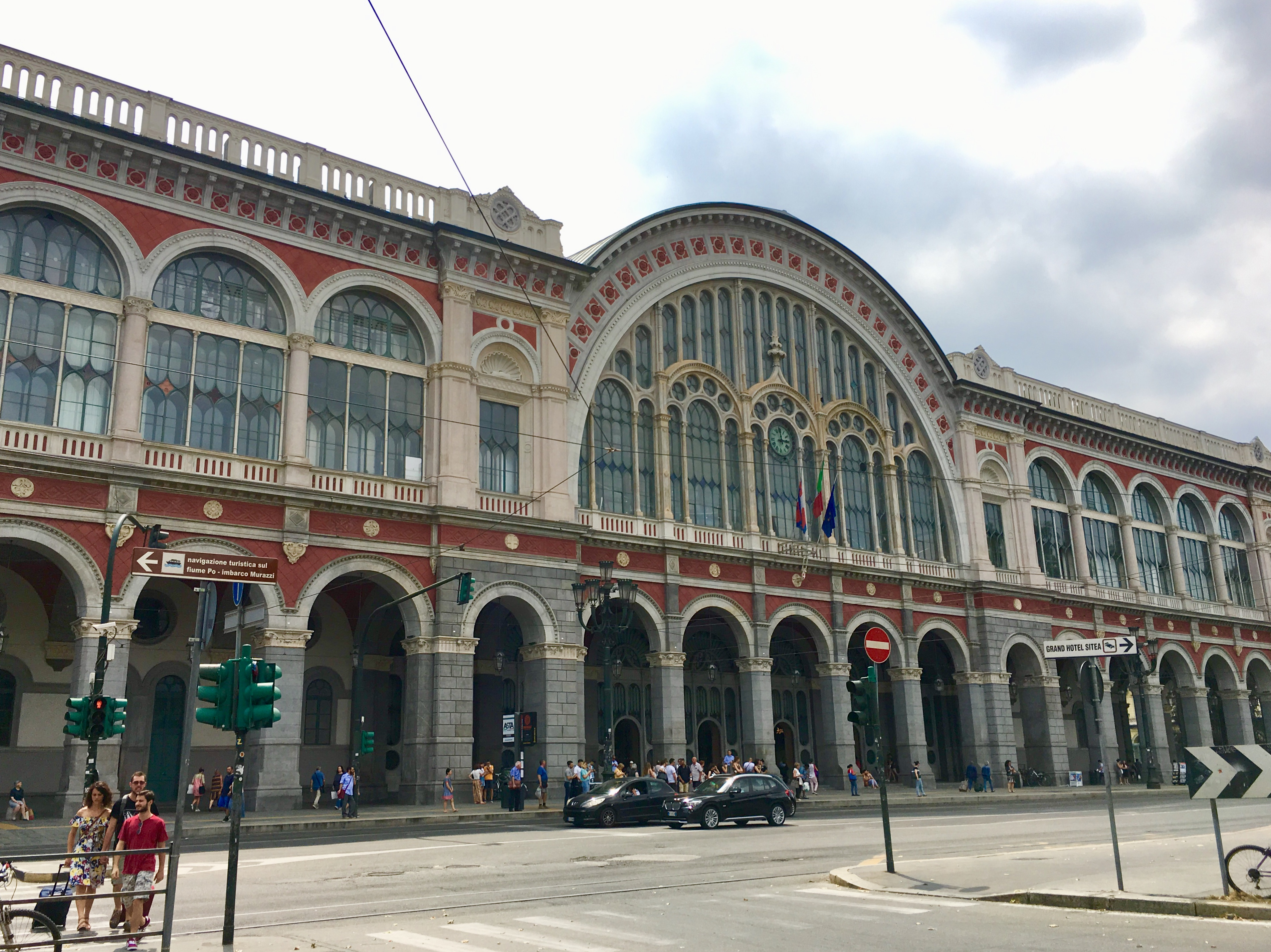
Gare de Turin Porta Nuova.

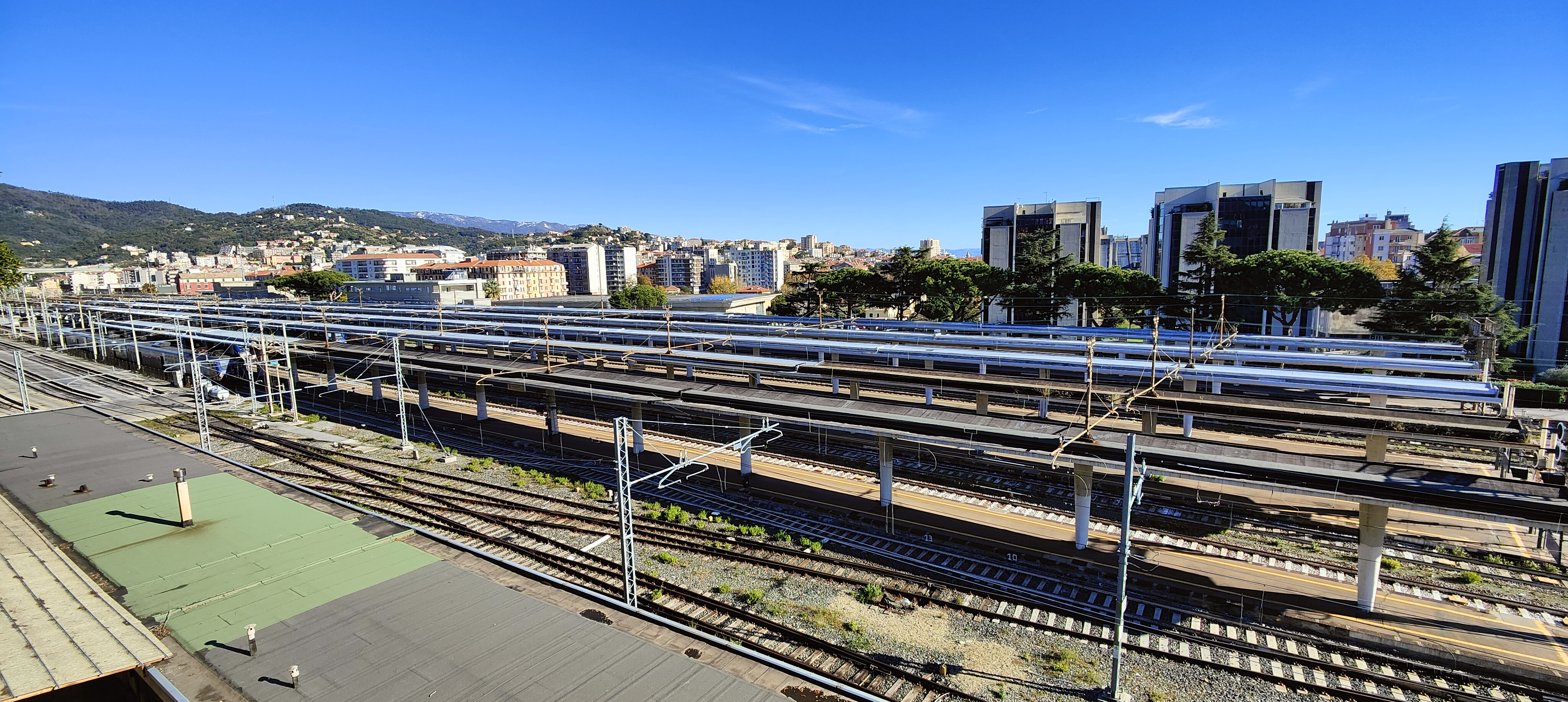
Gare de Savone.

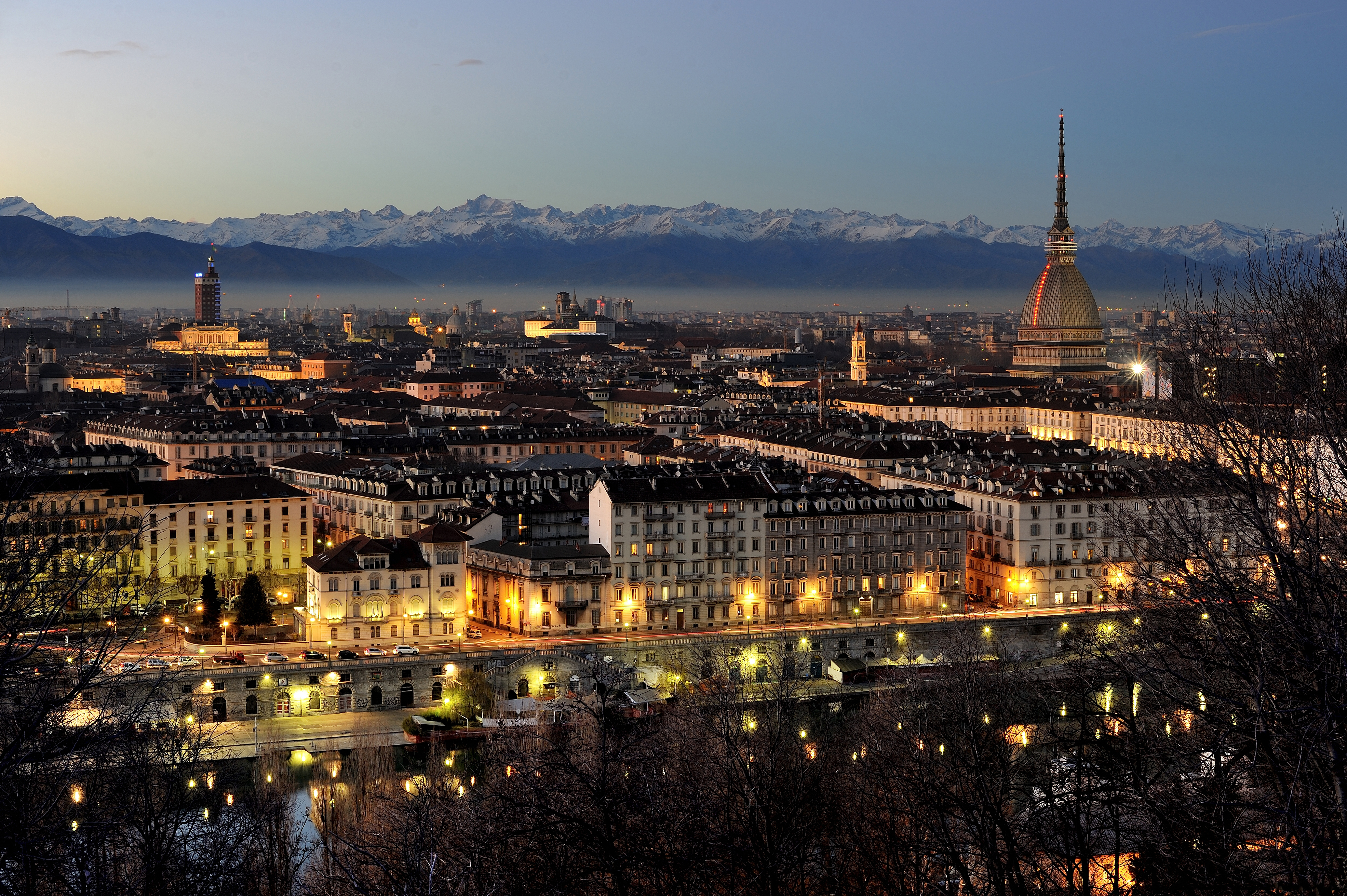
Ville de Turin le soir.

La ligne de Turin à Savone en Italie du nord est une ligne de chemin de fer partant de gare de Turin pour relier Savone en passant par la gare de Fossano. Elle est effectuée par Trenitalia et Trenord. Les deux villes sont éloignées d'à peu près 105 km. Le temps de trajet sans perturbations est d'environ 2 heures 11 minutes à 2 heures 51 minutes.[réf. nécessaire]